# Chresta
 Chresta Vell. ex DC, 1836 è un genere di piante angiosperme dicotiledoni della famiglia delle Asteraceae.

## Etimologia
Il nome scientifico del genere è stato definito per la prima volta dai botanici José Mariano da Conceição Vellozo (1742-1811) e Augustin Pyramus de Candolle(1778-1841) nella pubblicazione " Prodromus Systematis Naturalis Regni Vegetabilis (DC.)" ( Prodr. [A. P. de Candolle] 5: 85) del 1836.

## Descrizione

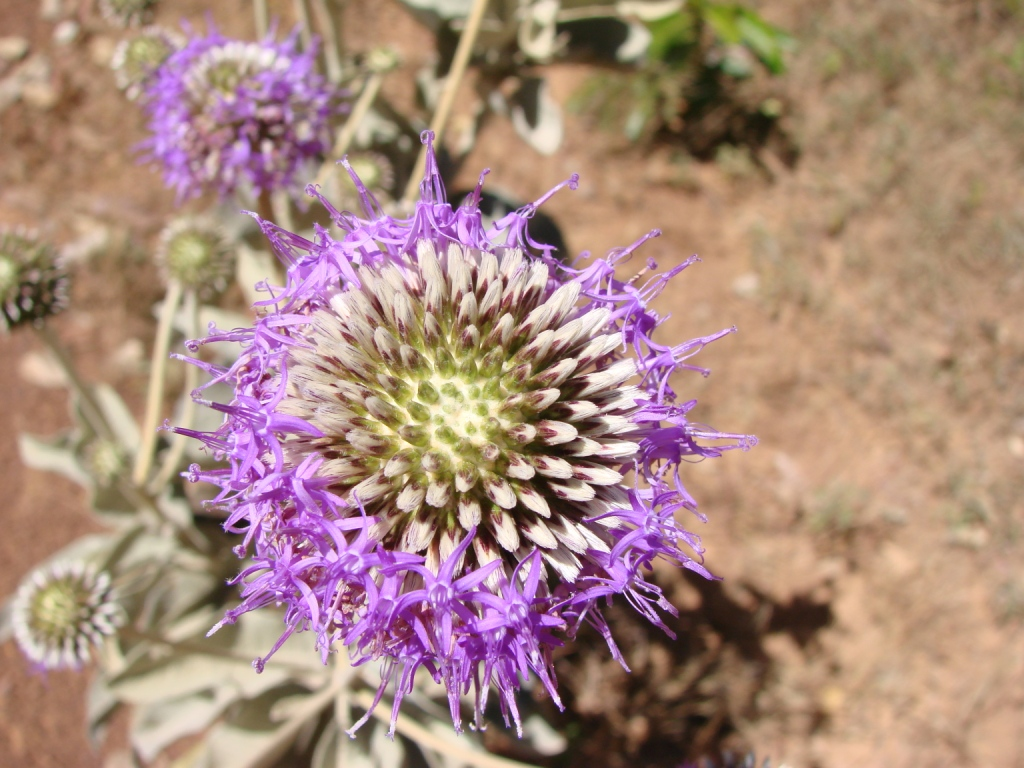
Il portamento
Chresta sphaerocephala

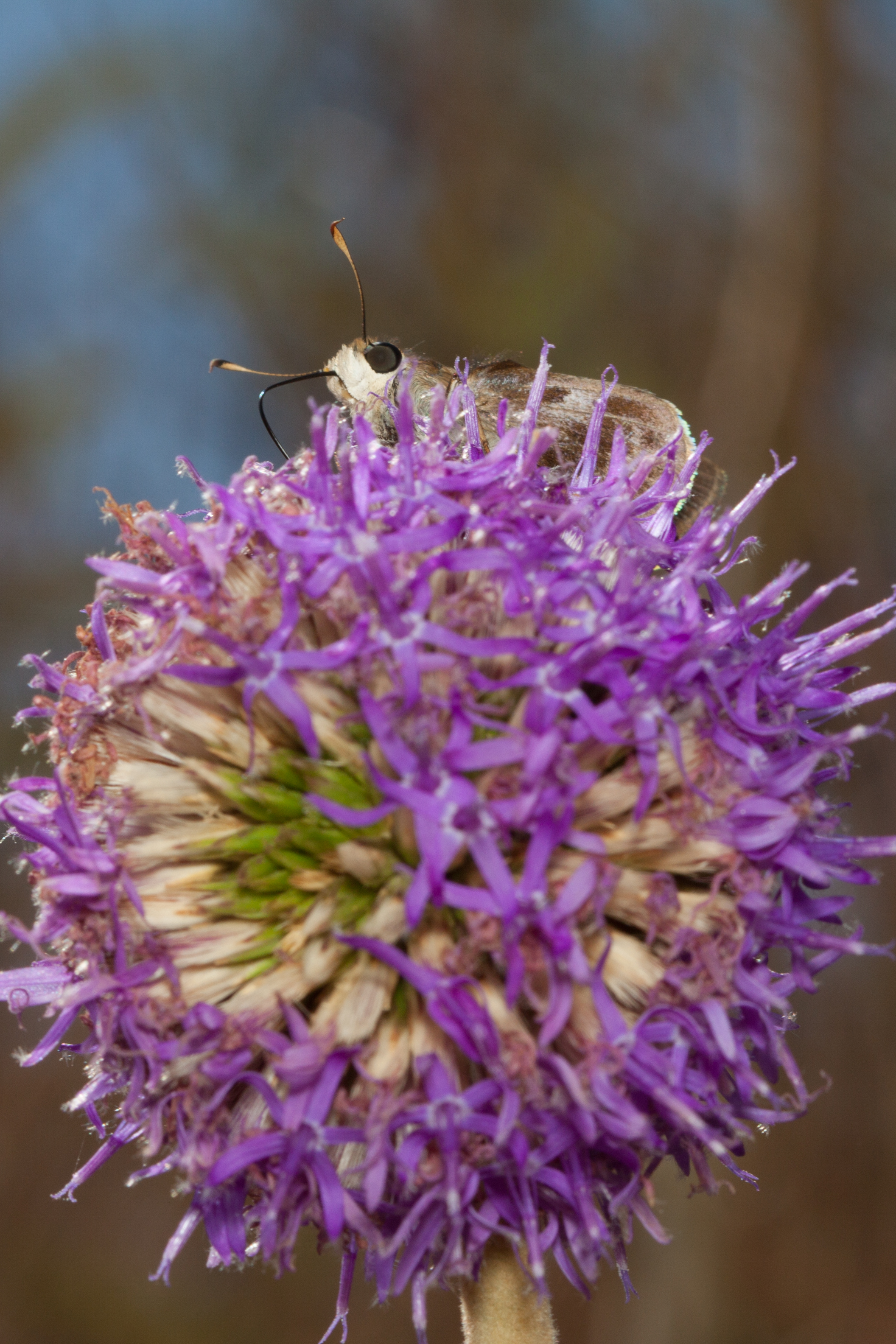
Infiorescenza
Chresta sphaerocephala

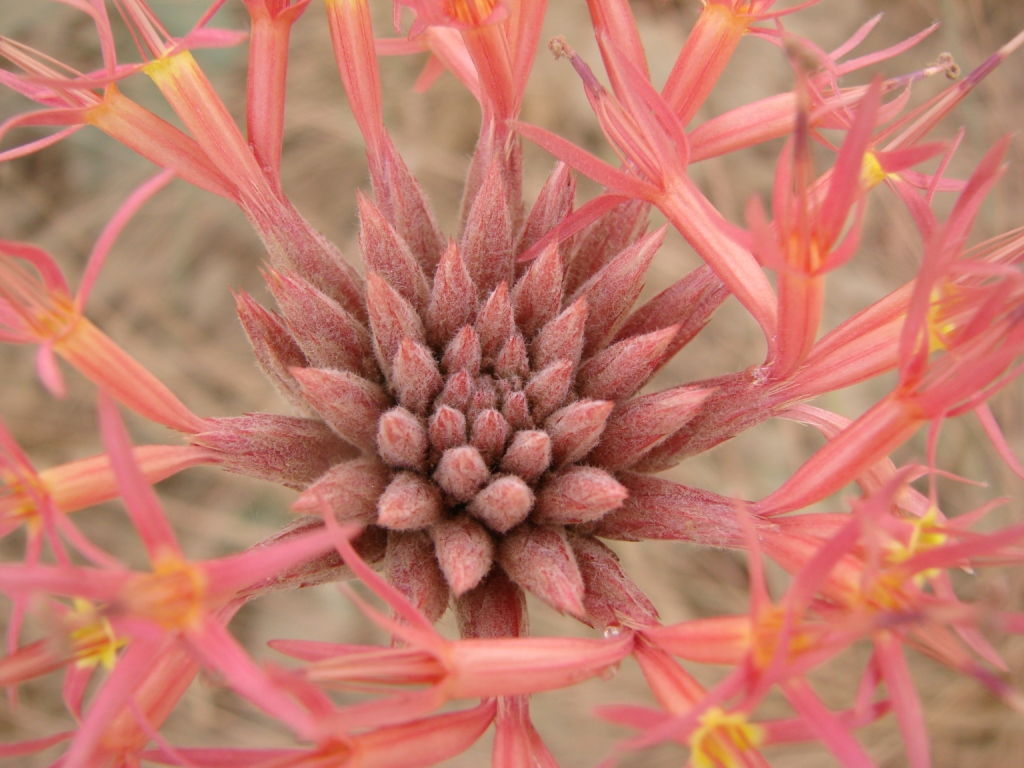
I fiori
Chresta curumbensis

Le piante di questo genere sono erbacee perenni a volte suffruticose con forme sia rosulate che scapose. In genere sono ricoperte da peli simmetrici o asimmetrici a forma di "T" formanti delle dense superfici a feltro; gli organi interni contengono lattoni sesquiterpenici.
Le foglie formano una rosetta basale; mentre lungo il caule sono disposte in modo alterno oppure più raramente embricato. La forma della lamina è pennatopartita (anche profondamente). In alcune specie le venature sono quasi longitudinali con superfici argenteo-vellutate altrimenti sono pennate.  I bordi possono essere continui, dentati o spinosi. Le stipole sono assenti. La superficie superiore è verde, quella inferiore è più scura.
Le infiorescenze sono formate da capolini (lungamente peduncolati) raccolti in formazioni glomerulose o subcorimbose (in qualche caso sono spicate) con maturazione orientata verso l'apice (gli organi più giovani sono verso l'alto, e quelli vecchi in basso). I capolini sono composti da un involucro a forma cilindrica, campanulata o globosa formato da 10 - 20 brattee disposte in modo embricato su 5 - 6 serie che fanno da protezione al ricettacolo sul quale s'inseriscono i fiori tubulosi. Il ricettacolo, piatto o convesso, è nudo (senza pagliette).
I fiori, pochi per ogni capolino (da 2 a 12), sono tetra-ciclici (ossia sono presenti 4 verticilli: calice – corolla – androceo – gineceo) e pentameri (ogni verticillo ha in genere 5 elementi). I fiori sono inoltre ermafroditi (e fertili) e actinomorfi.
- Formula fiorale:

*/x K {\displaystyle \infty }, [C (5), A (5)], G 2 (infero), achenio
- Calice: i sepali del calice sono ridotti ad una coroncina di squame.
- Corolla: la corolla dei fiori ha un tubo lungo con 5 lobi finali; la superficie dei lobi può essere sericea. Il colore in prevalenza è lavanda.
- Androceo: gli stami sono 5 con filamenti liberi e distinti, mentre le antere sono saldate in un manicotto (o tubo) circondante lo stilo.[11] Le teche delle antere sono arrotondate, mentre le antere sono caudate con appendici a pareti sottili e glabre (in alcuni pochi casi sono ricoperte da ghiandole). Il polline è tricolporato (con tre aperture sia di tipo a fessura che tipo isodiametrica o poro) ed echinato (con punte).[12]
- Gineceo: lo stilo è filiforme con base priva di nodi. L'ovario è infero uniloculare formato da 2 carpelli. L'ovulo è unico e anatropo. Gli stigmi dello stilo sono due ed hanno la superficie stigmatica interna (vicino alla base).[13]

I frutti sono degli acheni con pappo. La forma dell'achenio è cilindrico-prismatica (con 5 angoli) a 5 - 10 coste; i rafidi sono corti o allungati; la superficie può essere glabra o setolosa. Non è presente la fitomelanina. Il pappo è formato da brevi setole o in altri casi da peli capillari e squamelle e può essere caduco.

## Biologia
- Impollinazione: l'impollinazione avviene tramite insetti (impollinazione entomogama tramite farfalle diurne e notturne).
- Riproduzione: la fecondazione avviene fondamentalmente tramite l'impollinazione dei fiori (vedi sopra).
- Dispersione: i semi (gli acheni) cadendo a terra sono successivamente dispersi soprattutto da insetti tipo formiche (disseminazione mirmecoria). In questo tipo di piante avviene anche un altro tipo di dispersione: zoocoria. Infatti gli uncini delle brattee dell'involucro si agganciano ai peli degli animali di passaggio disperdendo così anche su lunghe distanze i semi della pianta.

## Distribuzione e habitat
Le specie di questo gruppo si trovano principalmente in Brasile e nella Bolivia.

## Tassonomia
La famiglia di appartenenza di questa voce (Asteraceae o Compositae, nomen conservandum) probabilmente originaria del Sud America, è la più numerosa del mondo vegetale, comprende oltre 23 000 specie distribuite su 1 535 generi, oppure 22 750 specie e 1 530 generi secondo altre fonti (una delle checklist più aggiornata elenca fino a 1 679 generi). La famiglia attualmente (2021) è divisa in 16 sottofamiglie.

### Filogenesi
Le specie di questo gruppo appartengono alla sottotribù Chrestinae descritta all'interno della tribù Vernonieae Cass. della sottofamiglia Vernonioideae Lindl.. Questa classificazione è stata ottenuta ultimamente con le analisi del DNA delle varie specie del gruppo. Da un punto di vista filogenetico in base alle ultime analisi sul DNA la tribù Vernonieae è risultata divisa in due grandi cladi: Muovo Mondo e Vecchio Mondo; a sua volta entrambi divisi in due subcladi. Il genere di questa voce appartiene al subclade relativo all'America tropicale (l'altro subclade americano comprende anche specie del Nord America e del Messico).
I caratteri distintivi della sottotribù sono i seguenti:
- le infiorescenze si presentano in modo strettamente spicato con un tipo di maturazione fortemente acropetala;
- il polline normalmente non è "lophato" (con rilevi e avvallamenti);
- i rafidi spesso sono allungati.

Inizialmente la sottotribù descriveva tre generi: Chresta,  Soaresia Sch. Bip., 1863 e Pithecoseris Mart. ex DC., 1836.  Ma un esame più accurato dei caratteri della specie Pithecoseris pacourinoides Mart. ex DC. (l'unica specie del genere  Pithecoseris) ha evidenziato che è morfologicamente strettamente correlata alle altre specie di Chresta. In assenza di un'ipotesi filogenetica si è ritenuto di descrivere P. pacourinoides all'interno di Chresta con il nome di Chresta pacourinoides (Mart. ex DC.) Siniscalchi & Loeuille.
I caratteri distintivi del genere sono i seguenti:
- Chresta pacourinoides: le foglie sono profondamente lobate; le infiorescenze sono spicate; i peduncoli sono gonfi e fistolosi.
- resto del genere Chresta: le infiorescenze sono formate da capolini raccolti in formazioni glomerulose o subcorimbose (in qualche caso sono spicate); le foglie hanno delle venature pennate o longitudinali.

### Elenco delle specie
Questo genere ha 18 specie:
- Chresta angustifolia Gardner
- Chresta artemisiifolia  Siniscalchi & Loeuille
- Chresta curumbensis  (Philipson) H.Rob.
- Chresta exsucca  DC.
- Chresta filicifolia  Siniscalchi & Loeuille
- Chresta harleyi  H.Rob.
- Chresta hatschbachii  H.Rob.
- Chresta heteropappa  Siniscalchi & Loeuille
- Chresta martii  (DC.) H.Rob.
- Chresta pacourinoides  (Mart. ex DC.) Siniscalchi & Loeuille
- Chresta pinnatifida  (Philipson) H.Rob.
- Chresta plantaginifolia  Gardner
- Chresta pycnocephala  DC.
- Chresta scapigera  Gardner
- Chresta souzae  H.Rob.
- Chresta speciosa  Gardner
- Chresta sphaerocephala  DC.
- Chresta subverticillata  Siniscalchi & Loeuille

### Sinonimi
Sono elencati alcuni sinonimi per questa entità:
- Argyrovernonia MacLeish
- Glaziovianthus  G.M.Barroso
- Pithecoseris  Mart. ex DC.
- Pycnocephalum  DC.
- Stachyanthus  DC.